# Baureihe 424
Baureihe 424 – niemiecki elektryczny zespół trakcyjny produkowany w latach 1998-2007 dla kolei niemieckich. 
Wyprodukowano 40 zespołów trakcyjnych. Zostały wyprodukowane do prowadzenia podmiejskich pociągów pasażerskich na zelektryfikowanych liniach kolejowych. Elektryczne zespoły trakcyjne eksploatowane są na regionalnych liniach kolejowych Hanoweru.